# Trichosteleum microcalyx
Trichosteleum microcalyx là một loài rêu trong họ Sematophyllaceae. Loài này được Renauld & Cardot mô tả khoa học đầu tiên năm 1897.